# Tau Cetydy
tau Cetydy (CET) – rój meteorów aktywny od 18 czerwca do 4 lipca. Jego radiant znajduje się w gwiazdozbiorze Wieloryba. Maksimum roju przypada na 27 czerwca, jego aktywność jest określana jako niska, a obfitość roju wynosi 4 meteory/h. Prędkość w atmosferze meteorów tego roju to 66 km/s.